# Ligue des champions d'Afrique masculine de handball 2008
Navigation
Ligue des champions 2007 Ligue des champions 2009
La 30e édition de Ligue des champions d'Afrique masculine de handball s'est déroulée du 27 novembre au 6 décembre à Casablanca au Maroc. Le club algérien du GS pétroliers remporte son dixième titre dans la compétition.

## Tirage au sort
Le tirage au sort des poules a eu lieu le dimanche 9 novembre 2008 au Maroc. Les quinze équipes qualifiées sont alors réparties dans 4 poules de 3 ou 4 équipes :
- Poule A : Primeiro Agosto (ANG), Etoile (CGO), Niger United (NGR), KACM (MAR)
- Poule B : Kabuscorp (ANG), FAP (CMR), CMS (GAB), SO Armée (CIV)
- Poule C : Minuh (CMR), Héritage (COD), Army (EGY)
- Poule D : GS pétroliers (ALG), Sécurité (NGR), Gicumbi (RWA), Rabita (MAR)

Les deux premiers de chaque groupe sont alors censés se qualifier pour les 1/4 de finales. Du fait du forfait de deux clubs de la poule D (Safety et Gicumbi), le format de la compétition est modifié avec 3 poules de 5 ou 4 équipes et 2 à 3 qualifiés par poule.

## Phase de poules
Les résultats (incomplets) de la phase de groupe sont, :

### Groupe A
| Date             | Équipe 1           | Score   | Équipe 2           |
| ---------------- | ------------------ | ------- | ------------------ |
| 27 novembre 2008 | FAP Yaoundé        | 22 – 26 | Talae El Djeich    |
| 27 novembre 2008 | Niger United       | 30 – 23 | Primeiro de Agosto |
| 28 novembre 2008 | Primeiro de Agosto | 25 – 22 | FAP Yaoundé        |
| 28 novembre 2008 | HC Héritage        | 22 – 27 | Niger United       |
| 29 novembre 2008 | FAP Yaoundé        | 26 – 29 | Niger United       |
| 29 novembre 2008 | Talae El Djeich    | 38 – 27 | HC Héritage        |
| 30 novembre 2008 | Talae El Djeich    | 23 – 23 | Primeiro de Agosto |
| 30 novembre 2008 | FAP Yaoundé        | 31 – 27 | HC Héritage        |
| 1 décembre 2008  | Primeiro de Agosto | 37 – 18 | HC Héritage        |
| 1 décembre 2008  | Talae El Djeich    | ?? – ?? | Niger United       |

Le classement final n'est pas connu, mais le Niger United (au moins 3 victoires), le Talae El Djeich (au moins 2 victoires et 1 match nul) et le Primeiro de Agosto (2 victoires, 1 match nul et 1 défaite) sont qualifiés pour les quarts de finale. Le FAP Yaoundé (1 victoire et 3 défaites) et le HC Héritage (4 défaites) sont éliminés.

### Groupe B
| Date             | Équipe 1             | Score   | Équipe 2             |
| ---------------- | -------------------- | ------- | -------------------- |
| 28 novembre 2008 | Minuh de Yaoundé     | 26 – 27 | Kabuscorp SCP        |
| 28 novembre 2008 | SO Armée             | 21 – 24 | Cercle Mbéri Sportif |
| 29 novembre 2008 | Kabuscorp SCP        | 23 – 12 | SO Armée             |
| 29 novembre 2008 | Cercle Mbéri Sportif | 25 – 25 | Minuh de Yaoundé     |
| 1 décembre 2008  | Minuh de Yaoundé     | ?? – ?? | SO Armée             |
| 1 décembre 2008  | Cercle Mbéri Sportif | 24 – 24 | Kabuscorp SCP        |

Le classement final n'est pas connu, mais le Cercle Mbéri Sportif (1 victoire et 2 matchs nuls), le Kabuscorp SCP (au moins 1 victoire et 1 match nul) et le Minuh de Yaoundé (au moins 1 match nul et 1 défaite) sont qualifiés pour les quarts de finale. Le SO Armée (au moins 2 défaites) est éliminé.

### Groupe C
| Date             | Équipe 1             | Score   | Équipe 2             |
| ---------------- | -------------------- | ------- | -------------------- |
| 27 novembre 2008 | Rabita de Casablanca | 34 – 27 | Étoile du Congo      |
| 27 novembre 2008 | GS pétroliers        | 28 – 27 | KAC Marrakech        |
| 29 novembre 2008 | KAC Marrakech        | 27 – 24 | Étoile du Congo      |
| 29 novembre 2008 | Rabita de Casablanca | 12 – 27 | GS pétroliers        |
| 30 novembre 2008 | Étoile du Congo      | 22 – 30 | GS pétroliers        |
| 30 novembre 2008 | KAC Marrakech        | 30 – 32 | Rabita de Casablanca |

Le classement final est :
|   | Équipe               | Pts | J | G | N | P | Bp | Bc | Diff |
| - | -------------------- | --- | - | - | - | - | -- | -- | ---- |
| 1 | GS pétroliers        | 6   | 3 | 3 | 0 | 0 | 85 | 61 | 24   |
| 2 | Rabita de Casablanca | 4   | 3 | 2 | 0 | 1 | 78 | 84 | -6   |
| 3 | KAC Marrakech        | 2   | 3 | 1 | 0 | 2 | 84 | 84 | 0    |
| 4 | Étoile du Congo      | 0   | 3 | 0 | 0 | 3 | 73 | 91 | -18  |

Seuls le GS pétroliers et le Rabita de Casablanca sont qualifiés pour les quarts de finale tandis que le KAC Marrakech et l'Étoile du Congo sont éliminés.

## Phase finale
Un tirage au sort à Casablanca a déterminé les quarts de finale. Les résultats (incomplets) de la phase finale sont, :
|  | Quarts de finale      | Quarts de finale      | Quarts de finale         | Quarts de finale      |                      |                      | Demi-finales             | Demi-finales             | Demi-finales                  | Demi-finales                  |                               |                               | Finale                 | Finale                 | Finale                 | Finale                 |
|  |                       |                       |                          |                       |                      |                      |                          |                          |                               |                               |                               |                               |                        |                        |                        |                        |
|  | Jeudi 4 décembre 2008 | Jeudi 4 décembre 2008 | Jeudi 4 décembre 2008    | Jeudi 4 décembre 2008 |                      |                      | Vendredi 5 décembre 2008 | Vendredi 5 décembre 2008 | Vendredi 5 décembre 2008      | Vendredi 5 décembre 2008      |                               |                               | Samedi 6 décembre 2008 | Samedi 6 décembre 2008 | Samedi 6 décembre 2008 | Samedi 6 décembre 2008 |
|  | Jeudi 4 décembre 2008 | Jeudi 4 décembre 2008 | Jeudi 4 décembre 2008    | Jeudi 4 décembre 2008 |                      |                      | Vendredi 5 décembre 2008 | Vendredi 5 décembre 2008 | Vendredi 5 décembre 2008      | Vendredi 5 décembre 2008      |                               |                               | Samedi 6 décembre 2008 | Samedi 6 décembre 2008 | Samedi 6 décembre 2008 | Samedi 6 décembre 2008 |
|  | Kabuscorp SCP         | Kabuscorp SCP         | 16                       | 16                    |                      |                      | Vendredi 5 décembre 2008 | Vendredi 5 décembre 2008 | Vendredi 5 décembre 2008      | Vendredi 5 décembre 2008      |                               |                               | Samedi 6 décembre 2008 | Samedi 6 décembre 2008 | Samedi 6 décembre 2008 | Samedi 6 décembre 2008 |
|  | Kabuscorp SCP         | Kabuscorp SCP         | 16                       | 16                    |                      |                      | Vendredi 5 décembre 2008 | Vendredi 5 décembre 2008 | Vendredi 5 décembre 2008      | Vendredi 5 décembre 2008      |                               |                               | Samedi 6 décembre 2008 | Samedi 6 décembre 2008 | Samedi 6 décembre 2008 | Samedi 6 décembre 2008 |
|  | Primeiro de Agosto    | Primeiro de Agosto    | 21                       | 21                    |                      |                      | Vendredi 5 décembre 2008 | Vendredi 5 décembre 2008 | Vendredi 5 décembre 2008      | Vendredi 5 décembre 2008      |                               |                               | Samedi 6 décembre 2008 | Samedi 6 décembre 2008 | Samedi 6 décembre 2008 | Samedi 6 décembre 2008 |
|  | Primeiro de Agosto    | Primeiro de Agosto    | 21                       | 21                    | GS pétroliers        | GS pétroliers        | 27                       | 27                       |                               |                               |                               |                               | Samedi 6 décembre 2008 | Samedi 6 décembre 2008 | Samedi 6 décembre 2008 | Samedi 6 décembre 2008 |
|  | Jeudi 4 décembre 2008 |                       |                          |                       | GS pétroliers        | GS pétroliers        | 27                       | 27                       |                               |                               |                               |                               | Samedi 6 décembre 2008 | Samedi 6 décembre 2008 | Samedi 6 décembre 2008 | Samedi 6 décembre 2008 |
|  |                       |                       | Primeiro de Agosto       | Primeiro de Agosto    | 14                   | 14                   |                          |                          |                               |                               |                               |                               | Samedi 6 décembre 2008 | Samedi 6 décembre 2008 | Samedi 6 décembre 2008 | Samedi 6 décembre 2008 |
|  | GS pétroliers         | GS pétroliers         | Primeiro de Agosto       | Primeiro de Agosto    | 14                   | 14                   | 24                       | 24                       |                               |                               |                               |                               | Samedi 6 décembre 2008 | Samedi 6 décembre 2008 | Samedi 6 décembre 2008 | Samedi 6 décembre 2008 |
|  | GS pétroliers         | GS pétroliers         | Vendredi 5 décembre 2008 |                       |                      |                      | 24                       | 24                       |                               |                               |                               |                               | Samedi 6 décembre 2008 | Samedi 6 décembre 2008 | Samedi 6 décembre 2008 | Samedi 6 décembre 2008 |
|  | Talae El Djeich       | Talae El Djeich       | 22                       | 22                    |                      |                      |                          |                          |                               |                               |                               |                               | Samedi 6 décembre 2008 | Samedi 6 décembre 2008 | Samedi 6 décembre 2008 | Samedi 6 décembre 2008 |
|  | Talae El Djeich       | Talae El Djeich       | 22                       | 22                    | GS pétroliers        | GS pétroliers        | 22                       | 22                       |                               |                               |                               |                               |                        |                        |                        |                        |
|  | Jeudi 4 décembre 2008 |                       |                          |                       | GS pétroliers        | GS pétroliers        | 22                       | 22                       |                               |                               |                               |                               |                        |                        |                        |                        |
|  |                       |                       | Rabita de Casablanca     | Rabita de Casablanca  | 20                   | 20                   |                          |                          |                               |                               |                               |                               |                        |                        |                        |                        |
|  | Niger United          | Niger United          | Rabita de Casablanca     | Rabita de Casablanca  | 20                   | 20                   | ?                        | ?                        |                               |                               |                               |                               |                        |                        |                        |                        |
|  | Niger United          | Niger United          |                          |                       |                      |                      |                          |                          |                               |                               |                               |                               |                        |                        |                        |                        |
|  | Minuh de Yaoundé      | Minuh de Yaoundé      | ?                        | ?                     |                      |                      |                          |                          |                               |                               |                               |                               |                        |                        |                        |                        |
|  | Minuh de Yaoundé      | Minuh de Yaoundé      | ?                        | ?                     | Rabita de Casablanca | Rabita de Casablanca | 26                       | 26                       | Match pour la troisième place | Match pour la troisième place | Match pour la troisième place | Match pour la troisième place |                        |                        |                        |                        |
|  | Jeudi 4 décembre 2008 |                       |                          |                       | Rabita de Casablanca | Rabita de Casablanca | 26                       | 26                       | Match pour la troisième place | Match pour la troisième place | Match pour la troisième place | Match pour la troisième place |                        |                        |                        |                        |
|  |                       |                       | Minuh de Yaoundé         | Minuh de Yaoundé      | 23                   | 23                   |                          |                          | Samedi 6 décembre 2008        | Samedi 6 décembre 2008        | Samedi 6 décembre 2008        | Samedi 6 décembre 2008        |                        |                        |                        |                        |
|  | Rabita de Casablanca  | Rabita de Casablanca  | Minuh de Yaoundé         | Minuh de Yaoundé      | 23                   | 23                   | 33ap                     | 33ap                     | Samedi 6 décembre 2008        | Samedi 6 décembre 2008        | Samedi 6 décembre 2008        | Samedi 6 décembre 2008        |                        |                        |                        |                        |
|  | Rabita de Casablanca  | Rabita de Casablanca  |                          |                       |                      |                      |                          | 33ap                     |                               |                               | Primeiro de Agosto            | Primeiro de Agosto            | ?                      | ?                      |                        |                        |
|  | Cercle Mbéri Sportif  | Cercle Mbéri Sportif  | 32                       | 32                    |                      |                      |                          |                          |                               |                               | Primeiro de Agosto            | Primeiro de Agosto            | ?                      | ?                      |                        |                        |
|  | Cercle Mbéri Sportif  | Cercle Mbéri Sportif  | 32                       | 32                    | Minuh de Yaoundé     | Minuh de Yaoundé     | ?                        | ?                        |                               |                               |                               |                               |                        |                        |                        |                        |
|  |                       |                       |                          |                       |                      |                      |                          |                          |                               |                               |                               |                               |                        |                        |                        |                        |

## Classement final
| Rang                        | Club                          |
| --------------------------- | ----------------------------- |
| Médaille d'or, Afrique      | GS pétroliers                 |
| Médaille d'argent, Afrique  | Rabita de Casablanca          |
| Médaille de bronze, Afrique | Primeiro de Agosto            |
| 4e                          | Minuh de Yaoundé              |
| 5e                          | Talae El Djeich               |
| 6e                          | Niger United                  |
| 7e                          | Kabuscorp SCP                 |
| 8e                          | AO Cercle Mbéri Sportif       |
| 9e                          | FAP Yaoundé                   |
| 10e                         | KAC Marrakech                 |
| 11e                         | Société omnisports de l'Armée |
| 12e                         | Étoile du Congo               |
| 13e                         | HC Héritage                   |

## Effectif du champion
L'effectif du vainqueur, le MC Alger, était : Abdelmalek Slahdji (GB), Samir Helal (GB), Hichem Feligha (GB), Abdelghani Loukil, Omar Chehbour, Riad Chehbour, Saïd Hadef, Hamza Zouaoui, Abderahmane Ketir, Hamza Remili, Rabah Graïche, Smail Laggoune, Mohamed Bouabderrezaki, Messaoud Berkous, Hichem Boudrali, Mohamed Rebahi, Achour Hasni, Hamza Toum, Mohamed Ghiles Salhi, Messaoud Layadi, Brahim Mekhnache, Walid Djebrouni - Entraîneur : Réda Zeguili - DTS : Djaffar Belhocine